# 堀田正昭
堀田 正昭（ほった まさあき、1883年（明治16年）7月1日 - 1960年（昭和35年）7月25日）は、日本の外交官。駐チェコスロバキア公使、駐スイス公使、駐イタリア大使。

## 経歴
検事・法学者堀田正忠の長男として東京府に生まれる。1909年（明治42年）、東京帝国大学法科大学仏法科を卒業し、翌年に外交官及領事官試験に合格した。外交官補としてフランス、中華民国に勤務した。公使館三等書記官、大使館二等書記官、同一等書記官、外務書記官・大臣官房人事課長などを歴任し、その間に中国・ドイツ・イタリアに勤務した。1926年（大正15年）、外務省欧米局長に就任。1931年（昭和6年）、駐チェコスロバキア公使となり、1934年（昭和9年）に駐スイス公使に転じた。1935年（昭和10年）からは国際会議帝国事務局長も兼務した。1937年（昭和12年）に駐イタリア大使となり、その後は駐中国大使顧問を務め、1940年（昭和15年）に退官した。
戦後、駐イタリア大使のため公職追放となり、1951年（昭和26年）、追放解除。

## 栄典
- 1940年（昭和15年）8月15日 - 紀元二千六百年祝典記念章[8]